# Stanislas Deriemaeker
Stanislas Deriemaeker (Nukerke, 26 januari 1932 – Berchem, 11 juli 2024) was een Vlaams organist en componist.

## Levensloop
Deriemaeker studeerde aan het Koninklijk Conservatorium in Gent waar hij eerste prijzen notenleer, orgel, muziekgeschiedenis, geschreven en praktische harmonie, een tweede prijs contrapunt en de eerste prijs fuga behaalde. In 1956 werd hem het hoger diploma orgel toegekend, steeds onder de leiding van professor Gabriël Verschraegen. In 1961 werd hem te Brussel de Virtuositeitsprijs van de Belgische Regering uitgereikt. Verder studeerde hij, dankzij twee studiebeurzen van het Ministerie van Nationale Opvoeding en Cultuur, in 1963 bij de Franse organist Jean-Jacques Grünenwald te Parijs en in 1972 Spaanse en Portugese orgelmuziek in Lissabon bij professor M.S. Kastner. Als organist werkte Deriemaeker vanaf 1960 in Antwerpen aan de Sint Jozefskerk en vanaf 1962 werd hij organist-titularis van de Antwerpse kathedraal als opvolger van Alexander Papen. In 1963 was hij medestichter van de vzw Antwerpse Kathedraalconcerten, een concertvereniging die religieuze muziek en in het bijzonder orgelmuziek propageert.
In 1968 was hij medeoprichter en vanaf 1969 tot 2002 muzikaal adviseur van de orgelconcertencyclus in Melsele.
Deriemaeker was leraar muziekgeschiedenis aan de muziekacademies van Dendermonde en van Deurne. Hij gaf les als monitor van de orgelcursus aan het Gentse Conservatorium en in 1968 volgde hij Flor Peeters op als orgelleraar aan het Koninklijk Vlaams Conservatorium in Antwerpen. Daar bleef hij tot aan zijn pensionering in 1997. Hij doceerde ook orgel aan het Lemmensinstituut en muziekschriftuur aan de afdeling musicologie van de Katholieke Universiteit Leuven.
Deriemaeker gaf een duizendtal concerten in binnen- en buitenland. Hij was onder meer te gast in Engeland, Ierland, Zwitserland, Frankrijk, de Verenigde Staten en Canada, de Filipijnen, Hongkong, Japan en Korea. Van hem bestaan verschillende cd’s gespeeld op het Schyven- en het Metzlerorgel van de kathedraal van Antwerpen, het Spaanse orgel van Melsele en het Verbueckenorgel in Tessenderlo. Hij componeerde voornamelijk voor orgel.
Hij fungeerde als jurylid bij de Internationale orgelwedstrijden te Brugge, Haarlem (Nederland), Dordrecht (Nederland), Linz (Oostenrijk), St.Albans (Verenigd Koninkrijk) en Neurenberg (Duitsland).
Deriemaeker overleed in juli 2024 op 92-jarige leeftijd.

## Onderscheidingen
- 1957 – laureaat van de Gentse internationale improvisatiewedstrijd voor orgel
- 1958 – laureaat van de internationale J.S. Bachwedstrijd voor orgel te Gent
- 1960 – laureaat in de Internationale Improvisatiewedstrijd voor orgel in Haarlem
- 1993 – Johan Fleerackerprijs van de Vlaamse Gemeenschap
- 1995 en 1996 – Cultureel ambassadeur van Vlaanderen